# Kronskinn
Kronskinn (Candelabrochaete verruculosa) är en svampart som beskrevs av Hjortstam 1983. Enligt Catalogue of Life ingår Candelabrochaete verruculosa i släktet Candelabrochaete,  och familjen Phanerochaetaceae, men enligt Dyntaxa är tillhörigheten istället släktet Candelabrochaete,  och familjen Meruliaceae. Arten är reproducerande i Sverige. Inga underarter finns listade i Catalogue of Life.